# Tordillo (município)
Tordillo é um partido (município) da província de Buenos Aires, na Argentina. Possuía, de acordo com estimativa de 2019, 1.804 habitantes.